# Egmont Harald Petersen

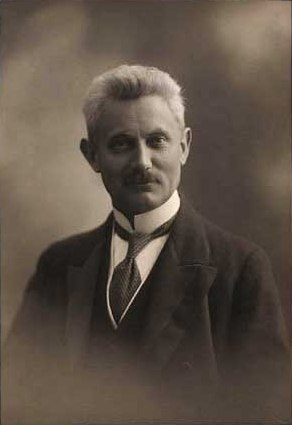
Egmont Harald Petersen, 1913

Egmont Harald Petersen (* 3. Oktober 1860 in Kopenhagen; † 5. August 1914 ebenda) war ein dänischer Verleger und Gründer der Egmont Foundation.

## Leben
Egmont Harald Petersen wurde als uneheliches Kind von Karen Petrine Peterson, geboren. Über den Vater ist nichts bekannt, außer dass er Egmont hieß. Die Mutter hatte ein Auskommen als Näherin und Betreiberin einer kleinen Pension. Egmont Harald wuchs bei seinen Verwandten im Heimatdorf seiner Mutter auf, stets im regen Kontakt mit ihr. Mit 13 Jahren verließ er die Schule, um eine Lehre als Schriftsetzer in Kopenhagen zu absolvieren. Er wohnte wieder bei der Mutter. Nach dem Abschluss, mit knapp 17 Jahren, wollte Petersen arbeiten, fand aber keine Stelle. Seine Mutter ermutigte ihn zur Selbstständigkeit und stellte für den Erwerb einer Handpresse sogar das Geld dafür bereit, indem sie ihren gesamten Haushalt samt der Nähmaschine belieh. Am Tag der Abholung seiner Presse, man schrieb den 17. Mai 1878, fand Petersen eine 25-Öre Münze. Sie sollte ein Symbol für seine Geschäftsgründung und sein Glücksbringer werden (und liegt bis heute im Vorstandsbüro der Egmont-Verlagsgruppe).
In der Küche seiner Mutter, später in einem Zimmer der Dienstmädchen, begann Petersen seine Ein-Mann-Druckerei P. Petersen Druckerei – die Firma lief auf den Namen der Mutter, da Egmont Harald noch minderjährig war und sollte erst kurz vor seinem Tod umbenannt werden. Bereits zwei Jahre später waren die Auftragsbücher so voll, dass er in neue Räumlichkeiten umziehen musste, wo er, neben weiteren Druckmaschinen, auch erste Mitarbeiter einstellte. Bis zu seinem Tode reiste Petersen nun viel und erwarb sich immer weiteres Wissen und neue Methoden der Druckerzeugung. 1892 stellte er als erster Däne farbige Drucke her und wurde fortan KunstPetersen genannt (auch im Hinblick darauf, dass Petersen erst dann mit seinem Werk zufrieden war, wenn alles bis ins kleinste Detail perfekt war).
1901 waren die Druckerpressen bereits so leistungsfähig, dass Petersen eine kleine Frauenzeitschrift erwarb, um seine Kapazitäten auslasten zu können. Er stellte das Blatt inhaltlich um und machte daraus ein Familienblatt. Bereits 1911 war die Auflage auf über 100.000 gestiegen und ist heute das erfolgreichste Magazin in Skandinavien. Am 21. März 1914, rund ein halbes Jahr vor seinem Tod, wurde ihm die Ehre zugestanden, den Titel Königlicher Hofdrucker zu führen, den die Verlagsgruppe bis heute innehat.
Egmont Harald Petersen hatte 1890 Anna Elisabeth Abel geheiratet, eine entfernte Kusine. Innerhalb von zehn Jahren wuchs die Familie um die Töchter Dagmar, Inger und Karen sowie die Söhne Axel und Holger. Die Familie lebte, für ihre Verhältnisse, eher bescheiden. Trotz des Personals hatten Eltern und Kinder sehr intensiven Kontakt, was für diese Zeit und die Kreise, in denen sich die Petersens bewegten, nicht alltäglich war. Seit Ende 1913 kränkelte Petersen und sollte im Mai 1914 wegen Verdachts auf Magenkrebs operiert werden. In Vorahnung eines unglücklichen Endes wollte er seinen Nachlass regeln. Um das Unternehmen zu erhalten, ging es in eine Stiftung ein. Grund dafür war, dass alle seine Kinder nicht volljährig waren und seine Frau Anna keinen Geschäftssinn für die Firma hatte. Egmont Harald Petersen starb am 5. August 1914, zwei Tage nach Ausbruch des Ersten Weltkrieges. Der Mann, der einst allein angefangen hatte, hinterließ eine Firma mit 115 Mitarbeitern, die einen Umsatz von 800.000 Kronen (etwa 38 Mio. Kronen nach heutigen Maßstäben). erwirtschafteten.
Im Jahre 1951 ging der Verlag in dem bekannten Egmont Ehapa Verlag auf.

## Kuriositäten
In jener Zeit wurden Dänen erst mit 25 volljährig. Egmonts Mutter musste also für alles unterschreiben, was Egmont tat. Daher stellte er als 22-Jähriger einen Antrag auf Anerkennung als Erwachsener. Erst danach konnte seine Mutter die Firma auf ihn überschreiben.